# Unplugged I–II.
Dupla CD Koncz Zsuzsa a Néprajzi Múzeum dísztermében adott 1994-es koncertsorozatának felvételeiből. Érdekessége a vonósnégyes közreműködése.

## Az album dalai
1. Adjon az Isten (Tolcsvay László – Nagy László) 1:30
2. Keresem a szót (Szörényi Levente – Bródy János) 2:53
3. Őszinte bohóc (Tolcsvay László – Bródy János) 4:32
4. A széllel szemben (Szörényi Levente – Bródy János) 3:44
5. Zöld szemem kék (Móricz Mihály – Bródy János) 4:04
6. Virágének (Móricz Mihály – Szilágyi Domokos) 2:38
7. Te is tudod (Koncz Zsuzsa – Szős Kálmán) 2:12
8. Fordul a világ (Bornai Tibor – Bródy János) 3:39
9. A város közepén (Bornai Tibor – Bródy János) 4:44
10. Elbújtam (Szörényi Levente – Bródy János) 3:20
11. Egy lány sétál a domboldalon (Bródy János) 4:37
12. Késő van (Bornai Tibor) 4:18
13. Zeng az ének (Bornai Tibor) 4:55
14. 100 éves pályaudvar (Gerendás Péter – Bródy János) 4:27
15. A család (Baksa-Soós János – Kex együttes) 3:31
16. Az első villamos (Tolcsvay László – Bródy János) 3:37
17. Ne sírj, kedvesem (Tolcsvay László – Tolcsvay Béla) 7:03
18. Hej, tulipán (Bródy János) 1:57
19. Lehetett volna (Illés Lajos – Bródy János) 2:41
20. Jöjj, kedvesem (Tolcsvay László – Bródy János) 2:41
21. Ahogy lesz, úgy lesz (R. Evans – J. Livingston – G. Dénes György) 2:51
22. Valahol egy lány (Illés Lajos – Bródy János) 4:21
23. Ha én rózsa volnék (Bródy János) 4:14
24. Miért hagytuk, hogy így legyen (Illés Lajos – Bródy János) 3:03
25. Micimackó (Bródy János – Alan Alexander Milne – Karinthy Frigyes) 4:40

## Külső hivatkozások
- Információk Koncz Zsuzsa honlapján